# Барон Кілмейн

Герб баронів Кілмейн.

Барон Кілмейн (англ. - Baron Kilmaine) – аристократичний титул в Ірландії. Титул створювався два рази і обидва рази в Ірландії. Історичною резиденцією баронів Кілмейн був Веспорт-Хаус. Гасло: Слідую праву.

## Історія баронів Кілмейн
Вперше аристократичний титул барана Кілмейн був створений в 1722 році для військового британської армії Джеймса О’Хара. Через два роки від успадкував титул барона Тіровлі від свого батька. Обидва титули вимерли після смерті ІІ барона Тіровлі в 1773 році, що не мав законних спадкоємців чоловічої статі. Вдруге титул був створений у 1789 році для сера Джона Брауна – ІІ баронета Ніла. Він був нагороджений титулом барон Кілмейн з Ніла, що в графстві Мейо. До цього він був депутатом палати громад парламенту Ірландії і представляв Н’ютауннард та Карлоу Боро. Його онук – ІІІ барон Кілмейнбув депутатом палати громад парламенту Об'єднаного Королівства Великої Британії та Ірландії з 1849 по 1873 рік. Титул успадкував його старший син, що став IV бароном Кілмейн. Він був депутатом парламенту від Ірландії в 1890 – 1907 роках. Він покінчив життя самогубством вистрибнувши з вікна готелю в Парижі. Титул успадкував його син, що став V бароном Кілмейн, був обраний депутатом парламенту від Ірландії і був ним в 1911 – 1946 роках. Він здійснив самогубство випивши отруту.
VII барон Кілмейн жив у Вест-Мідлнсі, був засновником компанії «Вейл Танкерс Лтд». Його вдова Лінда займала посаду Верховного шерифа Ворікшира. У 2013 році титулом володіє єдиний син VII барона Кілмейн Джон, що став VIII бароном Кілмейн успадкувавши титул від свого батька. Він живе в Кемпфіллі (Південний Уельс).
Титул баронета Брауна з Ніла (графство Мейо) був створений в баронетстві Нової Шотландії в 1836 році для Джона Брауна. Однак, цей титул він так і не отримав. Це баронетство прийняв його правнук, що став VI баронетом Браун з Ніла. Титул успадкував його молодший брат, що став VII баронетом. Саме він був нагороджений титулом барона Кілмейн в 1789 році. Двоє інших Браунів мали титул пера Ірландії. Джон Браун — І граф Альтамонт (дід Джона Брауна — І маркіза Слайго) був онуком полковника Джона Брауна — молодшого сина сера Джона Брауна — І баронета. Отже, маркізи Слайго теж належать до родичів баронетів Браун. Августа Браун — молодша дочка Генрі Монтегю Брауна, другого сина ІІ барона Кілмейн була нагороджена титулом баронеси Болсовер у 1880 році.
Станом на 2021 рік нинішній володар титулу барона Кілмейн не довів своє право володіти титулом баронета Браун, тому він не входить до офіційного списку баронетів і цей титул вважається вакантним. Але у володіннях нинішнього барона Кілмейн лишається Шелфілд-Хаус, що в Ворікширі.

## Барони Кілмейн, перше створення титулу (1722)
- Чарльз О’Хара (бл. 1640 – 1724) - І барон Тіровлі
- Джеймс О’Хара (помер у 1774 р.) - ІІ барон Тіровлі, отримав титул барон Кілмейн у 1722 році.

## Баронети Браун з Ніла (1636)
- Сер Джон Браун (помер у 1670 р.) - І баронет Браун
- Сер Джордж Браун (помер у 1698 р.) - ІІ баронет Браун
- Сер Джон Браун (помер у 1711 р.) - ІІІ баронет Браун
- Сер Джордж Браун (помер 1737) - IV баронет Браун, депутат парламенту від Каслбара
- Сер Джон Браун (помер у 1762 р.) - V баронет Браун
- Сер Джордж Браун (1725 – 1765) - VI баронет Браун
- Сер Джон Браун, (1730 – 1794) - VII баронет Браун, нагороджений титулом барона Кілмейн у 1789 році.

## Барони Кілмейн, Друге творіння (1789)
- Джон Браун (1730 – 1794) - I барон Кілмейн
- Джеймс Колфейлд Браун (1765 – 1825) - II барон Кілмейн
- Джон Кавендіш Браун (1794 – 1873) - III барон Кілмейн
- Френсіс Вільям Браун (1843 – 1907) - IV барон Кілмейн
- Джон Едвард Дін Браун (1878 – 1946) - V барон Кілмейн
- Джон Френсіс Арчібальд Браун (1902 – 1978) - VI барон Кілмейн
- Джон Девід Генрі Браун (1948 – 2013) - VII барон Кілмейн
- Джон Френсіс Сендфорд Браун (1983 р. н.) - VIII барон Кілмейн

Імовірним спадкоємцем є Марк Колфілд-Браун (1966 р. н.) – нащадок Джорджа Брауна - молодшого сина першого барона Кілмейн.